# Анебю
Вижте пояснителната страница за други значения на Анебю.
Анебю (на шведски: Aneby) е град в южна Швеция, лен Йоншьопинг. Главен административен център на едноименната община Анебю. Разположен е на около 50 km от западния бряг на езерото Ветерн. Намира се на около 240 km на югозапад от столицата Стокхолм и на 38 km на североизток от Йоншьопинг. Има жп гара. Населението на града е 6407 жители според данни от преброяването през 2013 г.